# Microsoft Dynamics
Microsoft Dynamics er navnet på Microsoft's produktgruppe for økonomisystemer (også kaldet ERP-programmer) og CRM.
Programmerne under Microsoft Dynamics omfatter:
- Microsoft Dynamics NAV – tidligere Navision
- Microsoft Dynamics AX – tidligere Axapta
- Microsoft Dynamics C5 - tidligere Concorde C5 - under udfasning
- Microsoft Dynamics GP – tidligere Great Plains – ikke solgt i Danmark
- Microsoft Dynamics SL – tidligere Solomon – ikke solgt i Danmark
- Microsoft Dynamics CRM – tidligere blot kaldt Microsoft CRM